# Színes szárnyú szitakötők

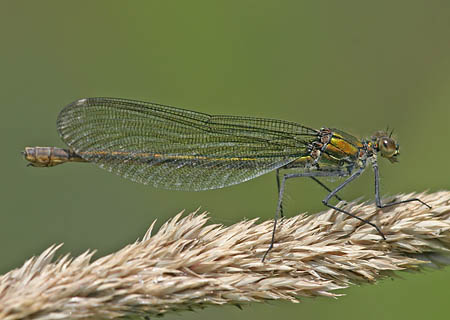
Sávos szitakötő nőstény

A színes szárnyú szitakötők (Calopterygidae, Agrionidae) a kis szitakötők (Zygoptera) alrendbe tartozó fátyolkaszitakötők (Calopterygoidea avagy Agrionoidea) öregcsalád egyetlen, a Kárpát-medencében is honos családja.

## Elterjedésük
A családnak Európában csak egyetlen neme, a Calopteryx (Agrion) terjedt el.

## Megjelenésük, felépítésük
Testük kb. 45–48 mm hosszú, színpompás; a fényt fémes színekben veri vissza. Széles szárnyaik feltűnően pigmentáltak.
Szárnytövük nem nyélszerű: mindkét szárnya tövétől ívelten, fokozatosan szélesedik. A szárny csúcsa szélesen lekerekedik. A szárny erezete rendkívül sűrű: a színes szárnyúakat a többi Zygoptera családtól a nagyon sok szárnyér és a köztük lévő parányi sejtek különböztetik meg. Mesometapleurális varratuk komplett (mint az Euphaidae fajoké). A hímeknek egyáltalán nincs szárnyfoltja (pterostigma), a nőstényeknek haránterekkel osztott, fehér álszárnyjegyük (pseudopterostigmájuk) van.

## Életmódjuk, élőhelyük
Lárváik csak oxigénnel jól ellátott vízben érzik jól magukat, és csak akkor, ha az nem folynak túl gyorsan, tehát jól nőnek benne azok a vízinövények, amelyek közt a lárvák élnek.
Az imágók röpte lebegésszerű. A hímek ritkán kóborolnak messzire a víztől, ami mentén territóriumot tartanak fenn. Nőstényeik egyedül, bár a hím védelme alatt petéznek, és eközben mélyen a víz alá merítik potrohukat, hogy a petéiket a növényi sejtek közé tojhassák. Gyakran teljesen a víz alá merülnek.
A színes szárnyúakon kívül nincs az európai faunában határozott udvarló viselkedést mutató szitakötőfaj. Az udvarlási szertartásban fontos szerepet játszik ez az élénk színezet: a hím azért mutogatja a nősténynek szárnyát, hogy az meggyőződhessen fajuk azonosságáról.

## Rendszerezés
A családba az alábbi alcsaládok tartoznak:
- Caliphaeinae
- Calopteryginae (illetve Agrioninae)
- Hetaerininae

## Kárpát-medencei fajaik
Magyarországon két fajuk él:
- Kisasszony-szitakötő (Calopteryx virgo, Agrion virgo)
- Sávos szitakötő (Calopteryx splendens, Agrion splendens)